# Lazarus (środowisko programistyczne)
Lazarus – zintegrowane środowisko programistyczne (IDE) oparte na kompilatorze Free Pascal. Jest to wzorowane na Delphi wizualne środowisko programistyczne oraz biblioteka Lazarus Component Library (LCL), która jest odpowiednikiem VCL.
Program napisany w środowisku Lazarus można bez żadnych zmian skompilować dla dowolnego obsługiwanego procesora, systemu operacyjnego i interfejsu okienek. Lazarus (w większości przypadków) jest zgodny z Delphi. Jest brakującą częścią układanki, która pozwala na rozwijanie programów, podobnie jak w Delphi, na wszystkich platformach obsługiwanych przez FPC. W odróżnieniu od Javy, która stara się, aby raz napisana aplikacja działała wszędzie (write once run anywhere), Lazarus i Free Pascal starają się, aby raz napisana aplikacja kompilowała się wszędzie (write once compile anywhere). Ponieważ dostępny jest dokładnie taki sam kompilator, w większości przypadków nie trzeba wprowadzać żadnych zmian, aby otrzymać taki sam produkt dla różnych platform. Obecnie dostępna wersja środowiska Lazarus to 2.0.10 i jest dostępna na platformy takie jak Windows, Linux czy Mac OS X (zarówno Intel jak i PowerPC).
Program jest udostępniany na licencji GNU GPL, natomiast biblioteki na zmodyfikowanej licencji LGPL (co oznacza możliwość wykorzystania Lazarusa w projektach o zamkniętym kodzie).

## Interfaces – Widget
W terminologii Lazarusa tę część bibliotek nazwano „the Interface”. Umożliwiają one płynne przejście na inne platformy z zastosowaniem różnych interfejsów okienek.
Aktualnie w różnych stadiach zaawansowania są interfejsy do następujących platform:
- win32/win64 GDI support (natywny win32/win64) – ukończone
- GTK+ 1.2.x (Unix, Mac OS X) – ukończone, zaprzestano rozwijania[2]
- GTK+ 2.6+ – ukończone
- Qt 4.5+ – ukończone
- Carbon(inne języki) (natywny Mac OS X, C) – ukończone
- Cocoa (natywny Mac OS X, Objective-C) – w fazie rozbudowy
- Windows CE (natywne Windows CE) – na ukończeniu
- fpGUI – we wczesnej fazie rozbudowy

## PDA
Lazarus jest jednym z niewielu IDE dla urządzeń PDA. Aktualnie są wspierane następujące
platformy:
- Windows CE
- Qt Extended